# Тит Педуцей
Тит Педуце́й (лат. Titus Peducaeus; умер после 35 года до н. э.) — древнеримский военный и политический деятель из плебейского рода Педуцеев, консул-суффект 35 года до н. э.

## Биография
Тит Педуцей происходил из республиканского сенаторского рода. Большая часть его карьеры остаётся неясной. Существует путаница в источниках по поводу Педуцеев, поэтому, возможно, что в описываемых ими событиях участвовал не только Тит, а несколько представителей его рода. Считается, что Тит Педуцей был наместником Сардинии в 48 году до н. э (Аппиан даёт ему преномен Секст, но это ставится под сомнение).
В 40 году до н. э. он, возможно, был легатом Луция Антония в Испании. Позднее, в 35 году до н. э., Тит Педуцей был назначен консулом-суффектом. Больше ничего неизвестно о его карьере.